# Errol Knox
Sir Errol Knox MBE, avstralski general irskega rodu, * 25. junij 1889, † 17. oktober 1949.

## Življenjepis
Študij humanizma je opravil na Univerzi v Sydneyju. Leta 1910 je pričel delovati kot novinar in se med drugim povzpel na položaj podurednika Sunday Timesa. Leta 1914 je bil za časopis poslan v ZDA in Kanado.
Julija 1915 se je kot navadni vojak pridružil rezervni sestavi 2. bataljona Avstralske imperialne sile (Australian Imperial Force; AIF); septembra istega leta je bil povišan v drugega poročnika in januarja 1916 je bil poslan v Egipt. Januarja 1917 pa se je pridružil 69. eskadrilji Kraljevega letalskega korpusa; leta 1918 je bil povišan v stotnika in majorja. Po koncu vojne je kot štabni častnik ostal v Nemčiji v sestavi Britanske vojske okupacije, kjer je ostal do julija 1919.
Leta 1920 se je vrnil v Avstralijo in se pridružil Smith's Weeklyju, nato pa je postal urednik novic za Daily Telegraph. Leta 1922 je postal odgovorni urednik za Evening News; v letu dni mu je uspelo podvojitvi naklado in leta 1928 je postal znan kot eden najbolj sposobnih časopisnih administratorjev v Avstraliji. Naslednje leto (1928) je postal direktor novoustanovljenega podjetja Associated Newspapers Ltd, a je s položaja odstopil čez tri leta, ko je bil ukinjen Evening News. Naslednjih pet let je preživel kot publicist (tako je uredil dve izdaji Who's Who in Australia in tri izdaje Zdravstvenega vodnika Avstralije). Septembra 1937 se je preselil v Melbourne, ker je postal glavni urednik Argus & Australasian Ltd in leta 1940 glavni direktor podjetja.
Med drugo svetovno vojno je bil reaktiviran in sicer kot generalni direktor za odnose z javnostjo z začasnim činom brigadirja; na tem položaju je obiskal Novo Gvinejo, Združeno kraljestvo in ZDA, dokler se ni zaradi slabega zdravja upokojil januarja 1944.
Po vojni se je še nadalje ukvarjal s časopisno dejavnostjo, vse do smrti 17. oktobra 1949.